# Roos Film
Roos Film fue una productora chilena de cine y televisión que desarrolló y produjo diversos formatos como series de televisión y largometrajes para cine. 

## Historia
Roos Film fue fundada en 1994, por Juan Joaquín Harting, ingeniero civil industrial de la Universidad de Chile, y fue dirigida por él y sus dos socios, Ignacio Eyzaguirre y Carlos Arancibia. En los comienzos se dedicó principalmente a la producción de películas como Historias de fútbol, Negocio redondo, Dos hermanos y chico. En televisión el primer golpe lo daría con la serie documental Patiperros, programa que fue transmitido por TVN y que contó con cinco exitosas temporadas. En 2002, y en la misma estación televisiva, se crea el programa de cámaras escondidas La gran sorpresa. Sin embargo, es con las sitcom se dieron masivamente a conocer. Desde su comienzo con la sitcom Loco por ti en TVN, hasta su extensa relación con Mega y las producciones La Nany (adaptación de The Nanny), y la versión chilena de Casado con hijos (adaptación de Married with Children), que se convirtió en una de las series más vistas en 2007. Otro género que desarrolló, son los telefilmes y las series drama, con producciones como Bienvenida realidad y Urgencias entre otras.
El 15 de junio de 2009, el propio Harting solicitó la quiebra de la productora, debido a las millonarias deudas impagadas; entre los acreedores se encontraban TVN, bancos y actores. En octubre se realizó la subasta de los bienes.

## Producciones

### Cine
- En tu casa a las 8 (1995)
- El tren del desierto (1996)
- Historias de fútbol (1997)
- Last Call (1999)
- Manos libres (2000)
- Dos hermanos (2000)
- Chico (2001)
- Negocio redondo (2001)
- Bienvenida realidad: la película (2002)

### Documental
- Los patiperros (1998)
- Los patiperros 2 (1999)
- Los patiperros 3 (2000)
- Crónicas (2000)
- Los patiperros 4 (2001)
- Los niños de la Pintana (2002)
- Los patiperros (2003)
- Alberto- El Santo (2004)
- Camaleón (2004)

### Unitarios
- Cuentos Chilenos (El Pozo) [telefilm] (TVN)
- Bienvenida Realidad (TVN, 2004)
- Tiempo final: En tiempo real (TVN, 2004)
- Urgencias (Mega, 2005)
- La otra cara del espejo (Mega, 2004)
- Huaiquimán y Tolosa 2 (Canal 13, 2008)

### Sitcom
- 2004: Loco por ti (adaptación de Mad About You)
- 2005: Los Galindo (adaptación de The Jeffersons)
- 2005: La Nany (adaptación de The Nanny)
- 2006: Casado con hijos (adaptación de Married with Children)
- 2007: Tres son multitud (adaptación de Three's Company)
- 2008: Mandiola y Cia. (adaptación de Jappening con ja)
- 2008: Búscate la vida (adaptación de Get a Life)
- 2009: Una pareja dispareja (adaptación de The Odd Couple)
- 2009: Mis años grossos (adaptación de That '70s Show)
- 2009: Mi bella genio (adaptación de I Dream of Jeannie)
- 2009: Aquí no hay quien viva (adaptación de Aquí no hay quien viva)

### Telenovelas
- 2006: Montecristo (adaptación de Montecristo)
- 2007: Fortunato (adaptación de Los Roldán)

### Programas
- Conexión (MTV, 2002)
- Los 10 + (MTV, 2002
- La Gran Sorpresa (TVN, 2002-2003)
- Verde que te quiero  (2003)